# Copán (departament)
Copán – departament w zachodnim Hondurasie. Zajmuje powierzchnię 3203 km². W 2001 roku departament zamieszkiwało ok. 289 tys. mieszkańców. Siedzibą administracyjną jest Santa Rosa de Copán.
Składa się z 23 gmin:

- Cabañas
- Concepción
- Copán Ruinas
- Corquín
- Cucuyagua
- Dolores
- Dulce Nombre
- El Paraíso
- Florida
- La Jigua
- La Unión
- Nueva Arcadia
- San Agustín
- San Antonio
- San Jerónimo
- San José
- San Juan de Opoa
- San Nicolás
- San Pedro de Copán
- Santa Rita
- Santa Rosa de Copán
- Trinidad de Copán
- Veracruz